# Autostrada A2 (Holandia)
Autostrada A2 (nl. Rijksweg 2) – autostrada w Holandii o długości 213 km. Zaczyna się na węźle z autostradą A10. Kończy się na granicy z Belgią, gdzie przechodzi w autostradę A25 w kierunku Liège.

## Trasy europejskie
Na różnych odcinkach autostrady A2 biegną trzy trasy europejskie:
| Trasa europejska | Odcinek                                                      |
| ---------------- | ------------------------------------------------------------ |
| E30              | Knooppunt Oudenrijn (A2/A12) – granica NL-B                  |
| E231             | Knooppunt De Hogt (A2/A67) – Knooppunt Leenderheide (A2/A67) |
| E35              | Knooppunt Amstel (A2/A10) – Knooppunt Oudenrijn (A2/A12)     |